# Formuła 1 Sezon 2001
Sezon 2001 Formuły 1 – 52 sezon o Mistrzostwo Świata Formuły 1. Rozpoczął się on 4 marca 2001 roku na torze Albert Park Circuit w Australii, a zakończył 14 października na torze Suzuka International Racing Course w Japonii, po rozegraniu 17 wyścigów.
Michael Schumacher zdobył swój czwarty tytuł mistrzowski, wygrywając dziewięć wyścigów, zaś w pięciu stając na drugim stopniu podium. Jego przewaga nad drugim w tabeli Davidem Coulthardem wyniosła aż 58 punktów. Mistrzem świata konstruktorów została włoska stajnia Ferrari. Po raz pierwszy od 1994 roku w bolidach pojawił się system kontroli trakcji. FIA dopuściła go do użytku począwszy od Grand Prix Hiszpanii, czyli piątej rundy sezonu.
Już podczas pierwszej eliminacji, rozgrywanej w Melbourne swój debiut w F1 zaliczyli dwaj późniejsi mistrzowie świata. Kimi Räikkönen zadebiutował w barwach teamu Sauber, zaś Fernando Alonso poprowadził bolid Minardi. Po raz pierwszy zobaczyliśmy w akcji również innego, znakomitego kierowcę, mistrza serii Champ Car Juana Pablo Montoyę, który znalazł zatrudnienie w zespole BMW Williams.
Wraz z rozpoczęciem sezonu, w Formule 1 pojawiły się również dwa francuskie koncerny. Po trzech latach przerwy Renault powróciło ponownie jako dostawca silników, tym razem jako partner zespołu Benetton. Michelin zdecydował się wejść do F1 jako dostawca opon, tworząc konkurencję dla ogumienia marki Bridgestone po raz pierwszy od sezonu 1998, kiedy z mistrzostw zniknął Goodyear.
Z drugiej strony, sezon 2001 przyniósł dla Formuły 1 utratę kilku znaczących kierowców. Dwukrotny mistrz świata Mika Häkkinen ogłosił, że po zakończeniu sezonu zrobi sobie rok odpoczynku od wyścigów, jednak, tak jak przewidywano, nigdy więcej nie zobaczyliśmy go już w wyścigu F1. Rok 2001 okazał się też być ostatnim dla francuskiego kierowcy Jeana Alesi, który na krótko przed swoim ostatnim wyścigiem – Grand Prix Japonii, przekroczył magiczną liczbę 200 startów.
Po zakończeniu sezonu z Formuły 1 z listy startowej zniknęły także dwa zespoły. Prost Grand Prix upadł z powodu braku środków finansowych, zaś Benetton został wykupiony przez swojego dostawcę silników – koncern Renault, stając się tym samym zespołem producenckim.
Michael Schumacher nie miał dużych problemów ze zdobyciem mistrzostwa, podobnie jak jego zespół, Scuderia Ferrari. Włoski team zgromadził na swoim koncie 9 zwycięstw w ciągu całego sezonu, zaś resztą musiał się podzielić z zespołami BMW.Williams oraz McLaren-Mercedes.
Obaj kierowcy Williamsa: Ralf Schumacher oraz Juan Pablo Montoya zaliczyli swoje pierwsze zwycięstwa w karierze, odpowiednio podczas wyścigów w San Marino i we Włoszech. Młodszy z braci Schumacherów kończył wyścig jako pierwszy jeszcze dwa razy: raz podczas Grand Prix Kanady i raz przed własną publicznością, na torze Hockenheimring. Dzięki temu BMW.Williams odnotowało cztery zwycięstwa w ciągu całego sezonu.
Cztery pierwsze miejsca zdołał także wywalczyć McLaren, jednak z pewnością nie był to wynik równie satysfakcjonujący jak te osiągane w poprzednich latach. Kierowcy zespołu podzielili się zwycięstwami dokładnie po połowie. Odchodzący z F1 Häkkinen triumfował na Silverstone oraz podczas Grand Prix USA, zaś Szkot David Coulthard zgarnął pierwsze miejsca w Brazylii i Austrii.
Było to jednak zdecydowanie za mało, aby powstrzymać Michaela Schumachera przed obroną mistrzostwa. 123 punkty, które Niemiec zgromadził w ciągu sezonu, okazały się być znacznie większą sumą niż ta potrzebna do zapewnienia sobie czwartego tytułu i wyrównania dorobku Alaina Prosta. Oprócz licznych zwycięstw Schumachera, także 11 podiów Brazylijczyka Rubensa Barrichello sprawiło, że Scuderia Ferrari obroniła tytuł mistrzowski z przewagą wynoszącą aż 77 punktów.

## Lista startowa
Poniższe zespoły oraz kierowcy wzięli udział w sezonie 2001 FIA Formula One World Championship. Numery startowe zostały określone na podstawie klasyfikacji kierowców i konstruktorów sezonu 2000.
| Zespół                            | Konstruktor      | Samochód   | Silnik (3.0l V10) | Opony | Nr | Kierowcy wyścigowi    | Rundy     | Kierowcy rezerwowi                                          |
| --------------------------------- | ---------------- | ---------- | ----------------- | ----- | -- | --------------------- | --------- | ----------------------------------------------------------- |
| Scuderia Ferrari Marlboro         | Ferrari          | F2001      | Ferrari 050       | B     | 1  | Michael Schumacher    | 1–17      | Luca Badoer                                                 |
| Scuderia Ferrari Marlboro         | Ferrari          | F2001      | Ferrari 050       | B     | 2  | Rubens Barrichello    | 1–17      | Luca Badoer                                                 |
| West McLaren Mercedes             | McLaren-Mercedes | MP4-16     | Mercedes FO 110K  | B     | 3  | Mika Häkkinen         | 1–17      | Alexander Wurz                                              |
| West McLaren Mercedes             | McLaren-Mercedes | MP4-16     | Mercedes FO 110K  | B     | 4  | David Coulthard       | 1–17      | Alexander Wurz                                              |
| BMW.Williams F1 Team              | Williams-BMW     | FW23       | BMW P80           | M     | 5  | Ralf Schumacher       | 1–17      | Marc Gené                                                   |
| BMW.Williams F1 Team              | Williams-BMW     | FW23       | BMW P80           | M     | 6  | Juan Pablo Montoya    | 1–17      | Marc Gené                                                   |
| Mild Seven Benetton Renault Sport | Benetton-Renault | B201       | Renault RS21      | M     | 7  | Giancarlo Fisichella  | 1–17      | Mark Webber                                                 |
| Mild Seven Benetton Renault Sport | Benetton-Renault | B201       | Renault RS21      | M     | 8  | Jenson Button         | 1–17      | Mark Webber                                                 |
| Lucky Strike BAR Honda            | BAR-Honda        | 003        | Honda RA001E      | B     | 9  | Olivier Panis         | 1–17      | Anthony Davidson Darren Manning Patrick Lemarié Takuma Satō |
| Lucky Strike BAR Honda            | BAR-Honda        | 003        | Honda RA001E      | B     | 10 | Jacques Villeneuve    | 1–17      | Anthony Davidson Darren Manning Patrick Lemarié Takuma Satō |
| Benson and Hedges Jordan Honda    | Jordan-Honda     | EJ11       | Honda RA001E      | B     | 11 | Heinz-Harald Frentzen | 1–7, 9–11 | Ricardo Zonta                                               |
| Benson and Hedges Jordan Honda    | Jordan-Honda     | EJ11       | Honda RA001E      | B     | 11 | Ricardo Zonta         | 8, 12     | Ricardo Zonta                                               |
| Benson and Hedges Jordan Honda    | Jordan-Honda     | EJ11       | Honda RA001E      | B     | 11 | Jarno Trulli          | 13–17     | Ricardo Zonta                                               |
| Benson and Hedges Jordan Honda    | Jordan-Honda     | EJ11       | Honda RA001E      | B     | 12 | Jarno Trulli          | 1–12      | Ricardo Zonta                                               |
| Benson and Hedges Jordan Honda    | Jordan-Honda     | EJ11       | Honda RA001E      | B     | 12 | Jean Alesi            | 13–17     | Ricardo Zonta                                               |
| Orange Arrows Asiatech            | Arrows-Asiatech  | A22        | Asiatech 001      | B     | 14 | Jos Verstappen        | 1–17      | Johnny Herbert                                              |
| Orange Arrows Asiatech            | Arrows-Asiatech  | A22        | Asiatech 001      | B     | 15 | Enrique Bernoldi      | 1–17      | Johnny Herbert                                              |
| Red Bull Sauber Petronas          | Sauber-Petronas  | C20        | Petronas 01A      | B     | 16 | Nick Heidfeld         | 1–17      | Felipe Massa                                                |
| Red Bull Sauber Petronas          | Sauber-Petronas  | C20        | Petronas 01A      | B     | 17 | Kimi Räikkönen        | 1–17      | Felipe Massa                                                |
| Jaguar Racing                     | Jaguar-Cosworth  | R2         | Cosworth CR-3     | M     | 18 | Eddie Irvine          | 1–17      | Tomas Scheckter                                             |
| Jaguar Racing                     | Jaguar-Cosworth  | R2         | Cosworth CR-3     | M     | 19 | Luciano Burti         | 1–4       | Tomas Scheckter                                             |
| Jaguar Racing                     | Jaguar-Cosworth  | R2         | Cosworth CR-3     | M     | 19 | Pedro de la Rosa      | 5–17      | Tomas Scheckter                                             |
| European Minardi F1               | Minardi-European | PS01 PS01B | European          | M     | 20 | Tarso Marques         | 1–14      | Alex Yoong                                                  |
| European Minardi F1               | Minardi-European | PS01 PS01B | European          | M     | 20 | Alex Yoong            | 15–17     | Alex Yoong                                                  |
| European Minardi F1               | Minardi-European | PS01 PS01B | European          | M     | 21 | Fernando Alonso       | 1–17      | Alex Yoong                                                  |
| Prost Acer                        | Prost-Acer       | AP04       | Acer 01A          | M     | 22 | Jean Alesi            | 1–12      | Stéphane Sarrazin Pedro de la Rosa Jonathan Cochet          |
| Prost Acer                        | Prost-Acer       | AP04       | Acer 01A          | M     | 22 | Heinz-Harald Frentzen | 13–17     | Stéphane Sarrazin Pedro de la Rosa Jonathan Cochet          |
| Prost Acer                        | Prost-Acer       | AP04       | Acer 01A          | M     | 23 | Gastón Mazzacane      | 1–4       | Stéphane Sarrazin Pedro de la Rosa Jonathan Cochet          |
| Prost Acer                        | Prost-Acer       | AP04       | Acer 01A          | M     | 23 | Luciano Burti         | 5–14      | Stéphane Sarrazin Pedro de la Rosa Jonathan Cochet          |
| Prost Acer                        | Prost-Acer       | AP04       | Acer 01A          | M     | 23 | Tomáš Enge            | 15–17     | Stéphane Sarrazin Pedro de la Rosa Jonathan Cochet          |
| Zespół                            | Konstruktor      | Samochód   | Silnik (3.0l V10) | Opony | Nr | Kierowcy wyścigowi    | Rundy     | Kierowcy rezerwowi                                          |

### Zmiany wśród zespołów
- Zespół Minardi został w styczniu 2001 wykupiony przez australijskiego biznesmena, szefa linii lotniczych European Aviation Air Charter, Paula Stoddarta. Tym samym European Aviation stało się dostawcą silników dla zespołu.
- Peugeot zrezygnował z dalszego prowadzenia programu rozwoju silników dla F1. Dlatego też nowym dostawcą silników dla Prost Grand Prix został Acer. Pozostałości po programie rozwojowym Peugeota wykupiła japońska firma Asiatech. Dzięki temu rozpoczęła ona dostarczanie jednostek napędowych zespołowi Arrows.

### Zmiany wśród kierowców

#### Przed sezonem
- Kolumbijczyk Juan Pablo Montoya, który w poprzednim sezonie z zespołem Chip Ganassi Racing zdobył mistrzostwo amerykańskiej serii CART, został zatrudniony w zespole BMW.Williams.
- Alexander Wurz odszedł z zespołu Benetton i został kierowcą testowym McLarena. Jego miejsce we włoskim zespole zajął Jenson Button, który został wypożyczony z Williamsa, w barwach którego debiutował w poprzednim sezonie.
- Nick Heidfeld rozstał się z francuskim zespołem Prost Grand Prix i podpisał kontrakt na starty dla Sauber-Petronas. Na jego miejsce Alain Prost zatrudnił Gastóna Mazzacane, który poprzednio jeździł dla Minardi.
- W barwach zespołu Minardi zadebiutował za to młody Fernando Alonso, który do tej pory rywalizował z innymi kierowcami w Formule 3000.
- W jednym z dwóch bolidów Sauber zadebiutował inny przyszły mistrz świata, Kimi Räikkönen. Przyznanie mu superlicencji odbiło się jednak sporym echem w świecie F1, ponieważ Fin był bardzo niedoświadczony – w samochodach typu "single seater" zaliczył do tej pory jedynie 23 starty.
- Ricardo Zonta odszedł z zespołu British American Racing i przyjął posadę kierowcy testowego w Jordan Grand Prix.
- Brazylijczyk Tarso Marques, który poprzedni sezon spędził jeżdżąc w serii Champ Car, znalazł zatrudnienie w Minardi.
- Mika Salo zakończył współpracę z zespołem Sauber i zgodził się pracować razem z Toyotą nad projektem nowego zespołu producenckiego. Ze szwajcarskiego zespołu odszedł również drugi z dotychczasowych kierowców, Pedro Diniz. Brazylijczyk zdecydował się jednak wykupić 40% akcji francuskiego zespołu Prost GP.
- Johnny Herbert jeżdżący do tej pory dla Jaguar Racing został kierowcą testowym Arrows. Na jego miejsce wskoczył Luciano Burti, który w zespole pełnił wcześniej obowiązki kierowcy testowego.
- Enrique Bernoldi, który podobnie jak Alonso jeździł dotąd w Formule 3000 został partnerem Josa Verstappena w zespole Arrows.
- Marc Gené odszedł z Minardi, aby zostać testerem w BMW.Williams.
- Olivier Panis zrezygnował z obowiązków kierowcy testowego McLarena, dzięki czemu mógł zostać etatowym kierowcą zespołu BAR.
- Pedro de la Rosa stracił posadę w zespole Arrows i wobec tego został jednym z rezerwowych kierowców w Prost Grand Prix.

#### W trakcie sezonu
- Już po czterech wyścigach szefostwo Prost Grand Prix doszło do wniosku, że zatrudnienie Gastóna Mazzacane nie było dobrym posunięciem i zwolniło Argentyńczyka.
- Wolne miejsce w Prost Grand Prix od Grand Prix Hiszpanii zajął Luciano Burti, który zrezygnował z posady w Jaguarze.
- Również od Grand Prix Hiszpanii Jaguar zatrudnił Pedro de la Rosę.
- Podczas Grand Prix Kanady, Jordan Grand Prix zastąpiło kontuzjowanego Heinza-Haralda Frentzena swoim kierowcą testowym, Ricardo Zontą.
- Przed wyścigiem na Hockenheimring kontrakt Frentzena został zerwany. Spowodowało to ostry spór pomiędzy zawodnikiem a zespołem, który zakończył się sprawą sądową przed końcem sezonu. W wyścigu Frentzena zastąpił ponownie Zonta.
- Heinz-Harald Frentzen od Grand Prix Węgier zastąpił Jeana Alesi, jako zawodnika Prost GP. Jean Alesi, został natomiast w tym samym czasie zatrudniony w Jordanie. Tym samym ci dwaj zawodnicy po prostu zamienili się swoimi dotychczasowymi miejscami.
- W trakcie sezonu FIA przyznała superlicencję Malezyjczykowi Alexowi Yoongowi, dzięki czemu na trzy ostatnie wyścigi sezonu zastąpił on Tarso Marquesa w zespole Minardi. Marques na resztę sezonu zgodził się pozostać kierowcą rezerwowym włoskiej stajni.
- Luciano Burti doznał poważnej kontuzji w wyniku wypadku, jaki odniósł podczas Grand Prix Belgii. Uraz wyeliminował go z reszty wyścigów i dlatego Prost Grand Prix, począwszy od Grand Prix Włoch zatrudniło Czecha Tomáša Enge.
- Niespodziewanie Tomas Scheckter został zwolniony z posady kierowcy testowego Jaguara po tym, jak sąd uznał go winnym nagabywania prostytutki ze swojego samochodu (ang. kerb-crawling)[1][2]. Jaguar przez resztę sezonu pozostał bez żadnych rezerwowych kierowców.

## Kalendarz wyścigów

### Lista eliminacji
| Nr | Nazwa rundy                     | Data rozegrania | Tor                                | Lokalizacja       |
| -- | ------------------------------- | --------------- | ---------------------------------- | ----------------- |
| 1  | Grand Prix Australii            | 4 marca         | Albert Park Circuit                | Melbourne         |
| 2  | Grand Prix Malezji              | 18 marca        | Sepang International Circuit       | Kuala Lumpur      |
| 3  | Grand Prix Brazylii             | 1 kwietnia      | Autódromo José Carlos Pace         | São Paulo         |
| 4  | Grand Prix San Marino           | 15 kwietnia     | Autodromo Enzo e Dino Ferrari      | Imola             |
| 5  | Grand Prix Hiszpanii            | 29 kwietnia     | Circuit de Catalunya               | Barcelona         |
| 6  | Grand Prix Austrii              | 13 maja         | Red Bull Ring                      | Spielberg         |
| 7  | Grand Prix Monako               | 27 maja         | Circuit de Monaco                  | Monte Carlo       |
| 8  | Grand Prix Kanady               | 10 czerwca      | Circuit Gilles Villeneuve          | Montreal          |
| 9  | Grand Prix Europy               | 24 czerwca      | Nürburgring                        | Nürburg           |
| 10 | Grand Prix Francji              | 1 lipca         | Circuit de Nevers Magny-Cours      | Nevers            |
| 11 | Grand Prix Wielkiej Brytanii    | 15 lipca        | Silverstone Circuit                | Northamptonshire  |
| 12 | Grand Prix Niemiec              | 29 lipca        | Hockenheimring                     | Hockenheim        |
| 13 | Grand Prix Węgier               | 19 sierpnia     | Hungaroring                        | Budapeszt         |
| 14 | Grand Prix Belgii               | 2 września      | Circuit de Spa-Francorchamps       | Spa-Francorchamps |
| 15 | Grand Prix Włoch                | 16 września     | Autodromo Nazionale di Monza       | Monza             |
| 16 | Grand Prix Stanów Zjednoczonych | 30 września     | Indianapolis Motor Speedway        | Indianapolis      |
| 17 | Grand Prix Japonii              | 14 października | Suzuka International Racing Course | Suzuka            |

### Zmiany w kalendarzu
- Grand Prix Wielkiej Brytanii zostało przeniesione z kwietnia na lipiec, w dotychczasowe miejsce Grand Prix Austrii.
- Runda rozgrywana na torze A1-Ring przesunęła się natomiast na 13 maja, stając się tym samym szóstą eliminacją sezonu.
- Wyścig o Grand Prix Malezji, który był ostatnim w poprzednim sezonie, został przeniesiony na drugą połowę marca. Tym samym zakończenie sezonu powróciło na tor Suzuka.
- Grand Prix Europy, rozgrywane na torze Nürburgring, zmieniło swoją datę na koniec czerwca, przesuwając się za rundy rozgrywane w Monako i Kanadzie.

## Wyniki

### Najlepsze wyniki w Grand Prix
| Nr | Runda                           | Pole Position      | Pole Position | Najszybsze okrążenie | Najszybsze okrążenie | Zwycięzca wyścigu  | Zwycięzca wyścigu | Najlepszy konstruktor | Rezultat |
| -- | ------------------------------- | ------------------ | ------------- | -------------------- | -------------------- | ------------------ | ----------------- | --------------------- | -------- |
| 1  | Grand Prix Australii            | Michael Schumacher | Ferrari       | Michael Schumacher   | Ferrari              | Michael Schumacher | Ferrari           | Ferrari               | Wyniki   |
| 2  | Grand Prix Malezji              | Michael Schumacher | Ferrari       | Mika Häkkinen        | McLaren              | Michael Schumacher | Ferrari           | Ferrari               | Wyniki   |
| 3  | Grand Prix Brazylii             | Michael Schumacher | Ferrari       | Ralf Schumacher      | Williams             | David Coulthard    | McLaren           | McLaren-Mercedes      | Wyniki   |
| 4  | Grand Prix San Marino           | David Coulthard    | McLaren       | Ralf Schumacher      | Williams             | Ralf Schumacher    | Williams          | Williams-BMW          | Wyniki   |
| 5  | Grand Prix Hiszpanii            | Michael Schumacher | Ferrari       | Michael Schumacher   | Ferrari              | Michael Schumacher | Ferrari           | Ferrari               | Wyniki   |
| 6  | Grand Prix Austrii              | Michael Schumacher | Ferrari       | David Coulthard      | McLaren              | David Coulthard    | McLaren           | McLaren-Mercedes      | Wyniki   |
| 7  | Grand Prix Monako               | David Coulthard    | McLaren       | David Coulthard      | McLaren              | Michael Schumacher | Ferrari           | Ferrari               | Wyniki   |
| 8  | Grand Prix Kanady               | Michael Schumacher | Ferrari       | Ralf Schumacher      | Williams             | Ralf Schumacher    | Williams          | Williams-BMW          | Wyniki   |
| 9  | Grand Prix Europy               | Michael Schumacher | Ferrari       | Juan Pablo Montoya   | Williams             | Michael Schumacher | Ferrari           | Ferrari               | Wyniki   |
| 10 | Grand Prix Francji              | Ralf Schumacher    | Williams      | David Coulthard      | McLaren              | Michael Schumacher | Ferrari           | Ferrari               | Wyniki   |
| 11 | Grand Prix Wielkiej Brytanii    | Michael Schumacher | Ferrari       | Mika Häkkinen        | McLaren              | Mika Häkkinen      | McLaren           | McLaren-Mercedes      | Wyniki   |
| 12 | Grand Prix Niemiec              | Juan Pablo Montoya | Williams      | Juan Pablo Montoya   | Williams             | Ralf Schumacher    | Williams          | Williams-BMW          | Wyniki   |
| 13 | Grand Prix Węgier               | Michael Schumacher | Ferrari       | Mika Häkkinen        | McLaren              | Michael Schumacher | Ferrari           | Ferrari               | Wyniki   |
| 14 | Grand Prix Belgii               | Juan Pablo Montoya | Williams      | Michael Schumacher   | Ferrari              | Michael Schumacher | Ferrari           | Ferrari               | Wyniki   |
| 15 | Grand Prix Włoch                | Juan Pablo Montoya | Williams      | Ralf Schumacher      | Williams             | Juan Pablo Montoya | Williams          | Williams-BMW          | Wyniki   |
| 16 | Grand Prix Stanów Zjednoczonych | Michael Schumacher | Ferrari       | Juan Pablo Montoya   | Williams             | Mika Häkkinen      | McLaren           | McLaren-Mercedes      | Wyniki   |
| 17 | Grand Prix Japonii              | Michael Schumacher | Ferrari       | Ralf Schumacher      | Williams             | Michael Schumacher | Ferrari           | Ferrari               | Wyniki   |

### Klasyfikacje szczegółowe

#### Kierowcy
| Legenda oznaczeń w tabelach wyników Wyświetl szablon na nowej stronie | Legenda oznaczeń w tabelach wyników Wyświetl szablon na nowej stronie                                                                     |
| Oznaczenie                                                            | Wyjaśnienie |
| --------------------------------------------------------------------- | --- |
| Złoty                                                                 | Zwycięzca lub mistrzostwo |
| Srebrny                                                               | 2. miejsce lub wicemistrzostwo |
| Brązowy                                                               | 3. miejsce lub II wicemistrzostwo |
| Zielony                                                               | Ukończył, punktował (w klasyfikacji generalnej, gdy zdobył co najmniej jeden punkt na przestrzeni sezonu, poza trzema powyższymi opcjami) |
| Niebieski                                                             | Ukończył, nie punktował (w klasyfikacji generalnej, gdy nie zdobył co najmniej jednego punktu na przestrzeni sezonu)                      |
| Czerwony                                                              | Nie zakwalifikował się (NZ) |
| Czerwony                                                              | Nie prekwalifikował się (NPK) |
| Różowy                                                                | Nie ukończył (NU) |
| Różowy                                                                | Niesklasyfikowany (NS) (w klasyfikacji generalnej, gdy nie został sklasyfikowany w żadnym wyścigu sezonu)                                 |
| Czarny                                                                | Zdyskwalifikowany (DK) |
| Czarny                                                                | Wykluczony (WYK/EX) |
| Biały                                                                 | Nie wystartował (NW) |
| Biały                                                                 | Kontuzjowany (K/INJ) |
| Biały                                                                 | Wyścig odwołany (OD/C) |
| Bez koloru                                                            | Został wycofany (WYC/WD) |
| Bez koloru                                                            | Nie przybył (NP/DNA) |
| Bez koloru                                                            | Nie brał udziału w treningach (NT/DNP) |
| Bez koloru                                                            | Nie został zgłoszony (–) |
| Pogrubienie                                                           | Start z pole position |
| Kursywa                                                               | Najszybsze okrążenie wyścigu |
| †                                                                     | Nie ukończył, ale jego rezultat został zaliczony ze względu na przejechanie więcej niż 90% dystansu wyścigu.                              |
| *                                                                     | Sezon w trakcie |
| 1/2/3                                                                 | Punktowana pozycja w sprincie kwalifikacyjnym                                                                                             |
| Lista systemów punktacji Formuły 1                                    | |

| Poz. | Kierowca              | Konstruktor  | Australia | Malezja | Brazylia | San Marino | Hiszpania | Austria | Monako | Kanada | Unia Europejska |     | Wielka Brytania | Niemcy | Węgry | Belgia | Włochy | Stany Zjednoczone | Japonia | Pkt. |
| ---- | --------------------- | ------------ | --------- | ------- | -------- | ---------- | --------- | ------- | ------ | ------ | --------------- | --- | --------------- | ------ | ----- | ------ | ------ | ----------------- | ------- | ---- |
| 1    | Michael Schumacher    | Ferrari      | 1         | 1       | 2        | NU         | 1         | 2       | 1      | 2      | 1               | 1   | 2               | NU     | 1     | 1      | 4      | 2                 | 1       | 123  |
| 2    | David Coulthard       | McLaren      | 2         | 3       | 1        | 2          | 5         | 1       | 5      | NU     | 3               | 4   | NU              | NU     | 3     | 2      | NU     | 3                 | 3       | 65   |
| 3    | Rubens Barrichello    | Ferrari      | 3         | 2       | NU       | 3          | NU        | 3       | 2      | NU     | 5               | 3   | 3               | 2      | 2     | 5      | 2      | 15†               | 5       | 56   |
| 4    | Ralf Schumacher       | Williams     | NU        | 5       | NU       | 1          | NU        | NU      | NU     | 1      | 4               | 2   | NU              | 1      | 4     | 7      | 3      | NU                | 6       | 49   |
| 5    | Mika Häkkinen         | McLaren      | NU        | 6       | NU       | 4          | 9†        | NU      | NU     | 3      | 6               | NW  | 1               | NU     | 5     | 4      | NU     | 1                 | 4       | 37   |
| 6    | Juan Pablo Montoya    | Williams     | NU        | NU      | NU       | NU         | 2         | NU      | NU     | NU     | 2               | NU  | 4               | NU     | 8     | NU     | 1      | NU                | 2       | 31   |
| 7    | Jacques Villeneuve    | BAR          | NU        | NU      | 7        | NU         | 3         | 8       | 4      | NU     | 9               | NU  | 8               | 3      | 9     | 8      | 6      | NU                | 10      | 12   |
| 8    | Nick Heidfeld         | Sauber       | 4         | NU      | 3        | 7          | 6         | 9       | NU     | NU     | NU              | 6   | 6               | NU     | 6     | NU     | 11     | 6                 | 9       | 12   |
| 9    | Jarno Trulli          | Jordan       | NU        | 8       | 5        | 5          | 4         | DK      | NU     | 11†    | NU              | 5   | NU              | NU     | NU    | NU     | NU     | 4                 | 8       | 12   |
| 10   | Kimi Räikkönen        | Sauber       | 6         | NU      | NU       | NU         | 8         | 4       | 10     | 4      | 10              | 7   | 5               | NU     | 7     | NU     | 7      | NU                | NU      | 9    |
| 11   | Giancarlo Fisichella  | Benetton     | 13        | NU      | 6        | NU         | 14        | NU      | NU     | NU     | 11              | 11  | 13              | 4      | NU    | 3      | 10     | 8                 | 17†     | 8    |
| 12   | Eddie Irvine          | Jaguar       | 10        | NU      | NU       | NU         | NU        | 7       | 3      | NU     | 7               | NU  | 9               | NU     | NU    | NU     | NU     | 5                 | NU      | 6    |
| 13   | Heinz-Harald Frentzen | Jordan/Prost | 5         | 4       | 11†      | 6          | NU        | NU      | NU     |        | NU              | 8   | 7               |        | NU    | 9      | NU     | 10                | 12      | 6    |
| 14   | Olivier Panis         | BAR          | 7         | NU      | 4        | 8          | 7         | 5       | NU     | NU     | NU              | 9   | NU              | 7      | NU    | 11     | 9      | 11                | 13      | 5    |
| 15   | Jean Alesi            | Prost/Jordan | 9         | 9       | 8        | 9          | 10        | 10      | 6      | 5      | 15†             | 12  | 11              | 6      | 10    | 6      | 8      | 7                 | NU      | 5    |
| 16   | Pedro de la Rosa      | Jaguar       |           |         |          |            | NU        | NU      | NU     | 6      | 8               | 14  | 12              | NU     | 11    | NU     | 5      | 12                | NU      | 3    |
| 17   | Jenson Button         | Benetton     | 14†       | 11      | 10       | 12         | 15        | NU      | 7      | NU     | 13              | 16† | 15              | 5      | NU    | NU     | NU     | 9                 | 7       | 2    |
| 18   | Jos Verstappen        | Arrows       | 11        | 7       | NU       | NU         | 12        | 6       | 8      | 10†    | NU              | 13  | 10              | 9      | 12    | 10     | NU     | NU                | 14      | 1    |
| 19   | Ricardo Zonta         | Jordan       |           |         |          |            |           |         |        | 7      |                 |     |                 | NU     |       |        |        |                   |         | 0    |
| 20   | Luciano Burti         | Jaguar/Prost | 8         | 10      | NU       | 11         | 11        | 11      | NU     | 8      | 12              | 10  | NU              | NU     | NU    | NU     |        |                   |         | 0    |
| 21   | Enrique Bernoldi      | Arrows       | NU        | NU      | NU       | 10         | NU        | NU      | 9      | NU     | NU              | NU  | 14              | 8      | NU    | 12     | NU     | 13                | 15      | 0    |
| 22   | Tarso Marques         | Minardi      | NU        | 14      | 9        | NU         | 16        | NU      | NU     | 9      | NU              | 15  | NZ              | NU     | NU    | 13     |        |                   |         | 0    |
| 23   | Fernando Alonso       | Minardi      | 12        | 13      | NU       | NU         | 13        | NU      | NU     | NU     | 14              | 17† | 16              | 10     | NU    | NU     | 13     | NU                | 11      | 0    |
| 24   | Tomáš Enge            | Prost        |           |         |          |            |           |         |        |        |                 |     |                 |        |       |        | 12     | 14                | NU      | 0    |
| 25   | Gastón Mazzacane      | Prost        | NU        | 12      | NU       | NU         |           |         |        |        |                 |     |                 |        |       |        |        |                   |         | 0    |
| 26   | Alex Yoong            | Minardi      |           |         |          |            |           |         |        |        |                 |     |                 |        |       |        | NU     | NU                | 16      | 0    |
| Poz. | Kierowca              | Konstruktor  | Australia | Malezja | Brazylia | San Marino | Hiszpania | Austria | Monako | Kanada | Unia Europejska |     | Wielka Brytania | Niemcy | Węgry | Belgia | Włochy | Stany Zjednoczone | Japonia | Pkt. |

#### Konstruktorzy
| Poz. | Konstruktor      | Nr | Australia | Malezja | Brazylia | San Marino | Hiszpania | Austria | Monako | Kanada | Unia Europejska |    | Wielka Brytania | Niemcy | Węgry | Belgia | Włochy | Stany Zjednoczone | Japonia | Pkt. |
| ---- | ---------------- | -- | --------- | ------- | -------- | ---------- | --------- | ------- | ------ | ------ | --------------- | -- | --------------- | ------ | ----- | ------ | ------ | ----------------- | ------- | ---- |
| 1    | Ferrari          | 1  | 1         | 1       | 2        | NU         | 1         | 2       | 1      | 2      | 1               | 1  | 2               | NU     | 1     | 1      | 4      | 2                 | 1       | 179  |
| 1    | Ferrari          | 2  | 3         | 2       | NU       | 3          | NU        | 3       | 2      | NU     | 5               | 3  | 3               | 2      | 2     | 5      | 2      | 15                | 5       | 179  |
| 2    | McLaren-Mercedes | 3  | NU        | 6       | NU       | 4          | 9         | NU      | NU     | 3      | 6               | NW | 1               | NU     | 5     | 4      | NU     | 1                 | 4       | 102  |
| 2    | McLaren-Mercedes | 4  | 2         | 3       | 1        | 2          | 5         | 1       | 5      | NU     | 3               | 4  | NU              | NU     | 3     | 2      | NU     | 3                 | 3       | 102  |
| 3    | Williams-BMW     | 5  | NU        | 5       | NU       | 1          | NU        | NU      | NU     | 1      | 4               | 2  | NU              | 1      | 4     | 7      | 3      | NU                | 6       | 80   |
| 3    | Williams-BMW     | 6  | NU        | NU      | NU       | NU         | 2         | NU      | NU     | NU     | 2               | NU | 4               | NU     | 8     | NU     | 1      | NU                | 2       | 80   |
| 4    | Sauber-Petronas  | 16 | 4         | NU      | 3        | 7          | 6         | 9       | NU     | NU     | NU              | 6  | 6               | NU     | 6     | NU     | 11     | 6                 | 9       | 21   |
| 4    | Sauber-Petronas  | 17 | 6         | NU      | NU       | NU         | 8         | 4       | 10     | 4      | 10              | 7  | 5               | NU     | 7     | NU     | 7      | NU                | NU      | 21   |
| 5    | Jordan-Honda     | 11 | 5         | 4       | 11       | 6          | NU        | NU      | NU     | 7      | NU              | 8  | 7               | NU     | 10    | 6      | 8      | 7                 | NU      | 19   |
| 5    | Jordan-Honda     | 12 | NU        | 8       | 5        | 5          | 4         | DK      | NU     | 11     | NU              | 5  | NU              | NU     | NU    | NU     | NU     | 4                 | 8       | 19   |
| 6    | BAR-Honda        | 9  | 7         | NU      | 4        | 8          | 7         | 5       | NU     | NU     | NU              | 9  | NU              | 7      | NU    | 11     | 9      | 11                | 13      | 17   |
| 6    | BAR-Honda        | 10 | NU        | NU      | 7        | NU         | 3         | 8       | 4      | NU     | 9               | NU | 8               | 3      | 9     | 8      | 6      | NU                | 10      | 17   |
| 7    | Benetton-Renault | 7  | 13        | NU      | 6        | NU         | 14        | NU      | NU     | NU     | 11              | 11 | 13              | 4      | NU    | 3      | 10     | 8                 | 17      | 10   |
| 7    | Benetton-Renault | 8  | 14        | 11      | 10       | 12         | 15        | NU      | 7      | NU     | 13              | 16 | 15              | 5      | NU    | NU     | NU     | 9                 | 7       | 10   |
| 8    | Jaguar-Cosworth  | 18 | 10        | NU      | NU       | NU         | NU        | 7       | 3      | NU     | 7               | NU | 9               | NU     | NU    | NU     | NU     | 5                 | NU      | 9    |
| 8    | Jaguar-Cosworth  | 19 | 8         | 10      | NU       | 11         | NU        | NU      | NU     | 6      | 8               | 14 | 12              | NU     | 11    | NU     | 5      | 12                | NU      | 9    |
| 9    | Prost-Acer       | 22 | 9         | 9       | 8        | 9          | 10        | 10      | 6      | 5      | 15              | 12 | 11              | 6      | NU    | 9      | NU     | 10                | 12      | 4    |
| 9    | Prost-Acer       | 23 | NU        | 12      | NU       | NU         | 11        | 11      | NU     | 8      | 12              | 10 | NU              | NU     | NU    | NU     | 12     | 14                | NU      | 4    |
| 10   | Arrows-Asiatech  | 14 | 11        | 7       | NU       | NU         | 12        | 6       | 8      | 10     | NU              | 13 | 10              | 9      | 12    | 10     | NU     | NU                | 14      | 1    |
| 10   | Arrows-Asiatech  | 15 | NU        | NU      | NU       | 10         | NU        | NU      | 9      | NU     | NU              | NU | 14              | 8      | NU    | 12     | NU     | 13                | 15      | 1    |
| 11   | Minardi-European | 20 | NU        | 14      | 9        | NU         | 16        | NU      | NU     | 9      | NU              | 15 | NZ              | NU     | NU    | 13     | NU     | NU                | 16      | 0    |
| 11   | Minardi-European | 21 | 12        | 13      | NU       | NU         | 13        | NU      | NU     | NU     | 14              | 17 | 16              | 10     | NU    | NU     | 13     | NU                | 11      | 0    |
| Poz. | Konstruktor      | Nr | Australia | Malezja | Brazylia | San Marino | Hiszpania | Austria | Monako | Kanada | Unia Europejska |    | Wielka Brytania | Niemcy | Węgry | Belgia | Włochy | Stany Zjednoczone | Japonia | Pkt. |